# Leoni al sole
Leoni al sole är en italiensk dramakomedi från 1961 i regi av Vittorio Caprioli.

## Rollista i urval
- Vittorio Caprioli - Giugiú
- Franca Valeri - Giulia
- Philippe Leroy - Mimí
- Serena Vergano - Serena
- Carlo Giuffrè - Zazà
- Enzo Cannavale - kommissionären